# Konohana-ku (Osaka)
Konohana (此花区 Konohana-ku?) es un barrio de la ciudad de Osaka, en la prefectura de Osaka, Japón. En agosto de 2019 tenía una población estimada de 65.463 habitantes y una densidad de población de 3.401 personas por km². Su área total es de 19,25 km².

## Demografía
Según datos del censo japonés, la población de Konohana se ha mantenido estable en los últimos años.
| Año del censo | Población |
| ------------- | --------- |
| 1995          | 68.529    |
| 2000          | 65.037    |
| 2005          | 63.809    |
| 2010          | 65.569    |
| 2015          | 66.656    |